# Al Hamra (Oman)
Al Hamra ( in arabo ٱلْحَمْرَاء‎?, Al-Ḥamrāʾ ) è una città vecchia di 400 anni nella regione di Ad Dakhiliyah, nell'Oman nord-orientale. Come provincia (Wilayat), ospita numerosi villaggi tra cui il villaggio di montagna Misfah Al Abryeen, con il villaggio di Ghul a nord-ovest della città e Bimah a nord-nord-est. La città e la provincia si trovano sulle pendici meridionali dei Monti Akhdar .
Al Hamra è anche conosciuta come Hamra Al Abryeen con riferimento alla tribù Al Abri che vive lì. Vicino al centro della città vi è una piazza e il suq . Alcune delle case più antiche conservate in Oman si trovano ad Al Hamra, una città costruita su una lastra di roccia inclinata. Molte case hanno due, tre e persino o quattro piani, con soffitti fatti di travi di palma e fronde sormontate da fango e paglia. I visitatori del vicino suq possono guardare un creatore di halwa al lavoro nell'unico negozio di halwa ancora operativo nel vecchio souq.
Il Jabal Shams (la montagna del sole), la montagna più alta dell'Oman, si trova a nord-est della città di Al Hamra. La grotta di Al Hoota si trova ai piedi del Jabal Shams. È uno dei più grandi sistemi di caverne del mondo.